# Брег (Лабин)
Брег (итал. Montagna o Sicul) је насељено место у Републици Хрватској у Истарској жупанији. Административно је у саставу града Лабина.
Насеље од двадесетак кућа налази се 500 м удаљено од пута Лабин-Коромачно. Најближе место на мору је 6 км удаљена лука Тргет, а од већег туристичког места Рапца 9 км.

## Становништво
Према последњем попису становништва из 2001. године у насељу Брег живела су 42 становника који су живели у 10 породичних домаћинстава.
Кретање броја становника по пописима 1857—2001.
| година пописа  | 1857 | 1869 | 1880 | 1890 | 1900 | 1910 | 1921 | 1931 | 1948 | 1953 | 1961 | 1971 | 1981 | 1991 | 2001 | 2011 |
| бр. становника | 0    | 0    | 84   | 69   | 75   | 83   | 747  | 0    | 83   | 75   | 86   | 62   | 62   | 41   | 42   | 39   |

Напомена:У 1857., 1869. и 1931. подаци су садржани у насељу Света Марина, општина Раша. У 1880. и 1921. садржи податке за насеље Гондолићи, а у 1921. за насеља Бартићи, Дуга Лука, Гора Глушићи, Крањци и Света Марина, општина Раша. У 1921. садржи податке за бивше насеље Жугај.